# Ria de Ferrol

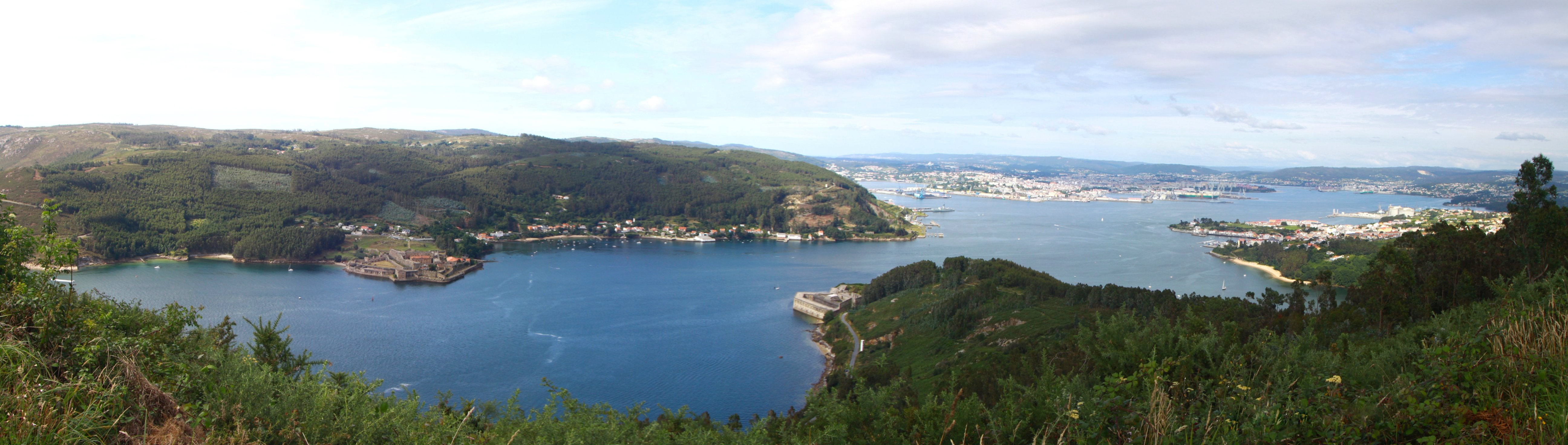
Vista de la ria de Ferrol des de Mugardos.

La ria de Ferrol és una ria de la província de la Corunya, a Galícia. Forma part de les Rías Altas i es troba entre la ria d'Ares i la ria de Cedeira. Està formada per la desembocadura del riu Xuvia i banya les costes dels municipis de Ferrol, Narón, Neda, Fene i Mugardos.
A més de les instal·lacions dels ports de Ferrol i Mugardos, a la ria hi ha drassanes i infraestructures navals civils i militars. Hi ha també una planta de gas a Mugardos, REGANOSA, que té un port per a productes químics i forestals. A l'entrada de la ria de Ferrol hi ha una piscifactoria i muscleres per a la depuració de marisc. L'ús de la ria per a activitats de lleure inclou escoles de vela i piragüisme en diversos municipis.
La pressió demogràfica (a la zona de la ria la població és de més de 200.000 habitants) ha suposat una gran degradació ambiental, ja que no existien infraestructures de sanejament d'aigües residuals. En les últimes dècades s'hi han construït dues estacions depuradores d'aigües residuals, una per als ajuntaments de Ferrol, Narón i Neda, i una altra per als de Fene, Mugardos i Ares.

## Galeria d'imatges

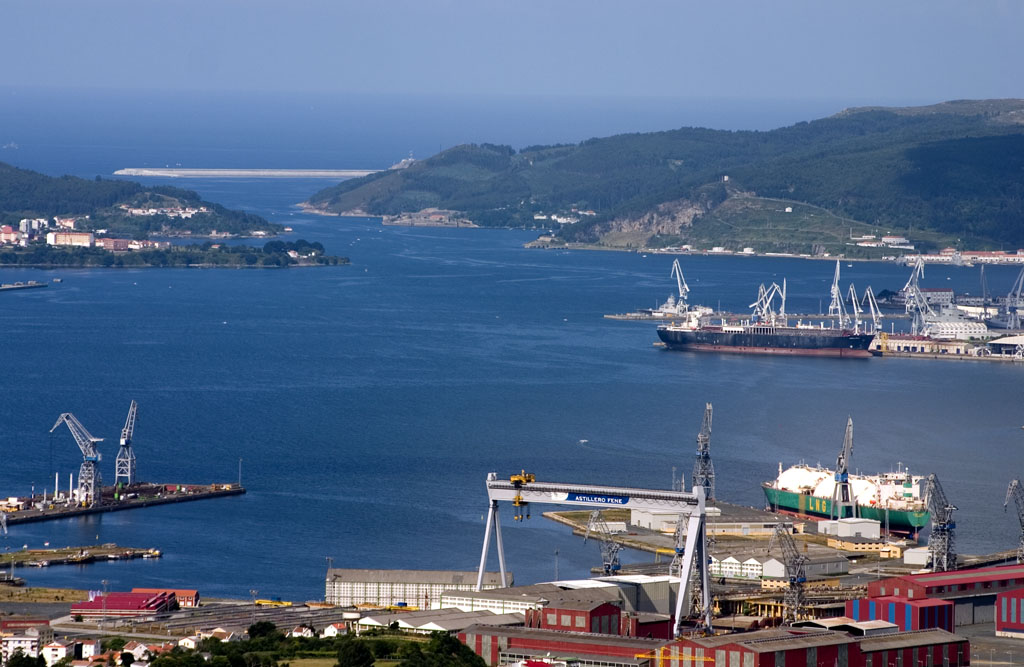
Drassanes
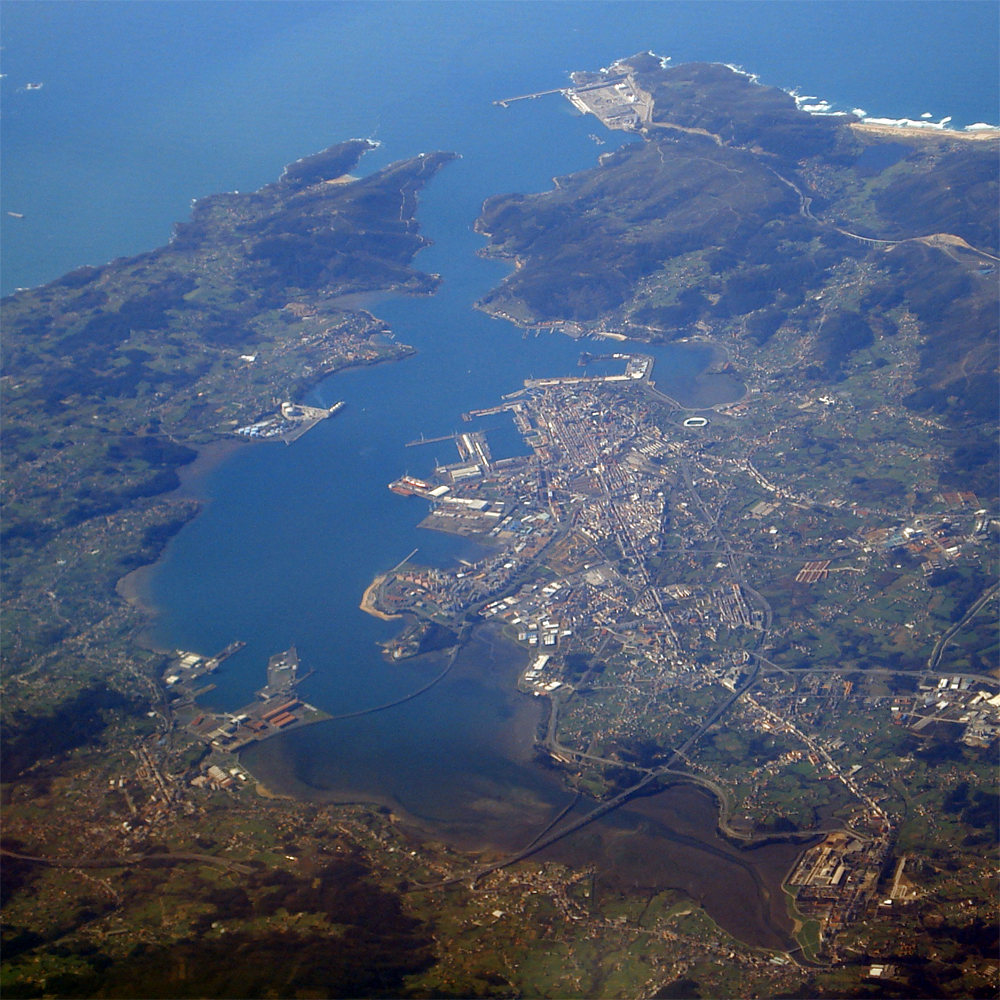
Vista aèria
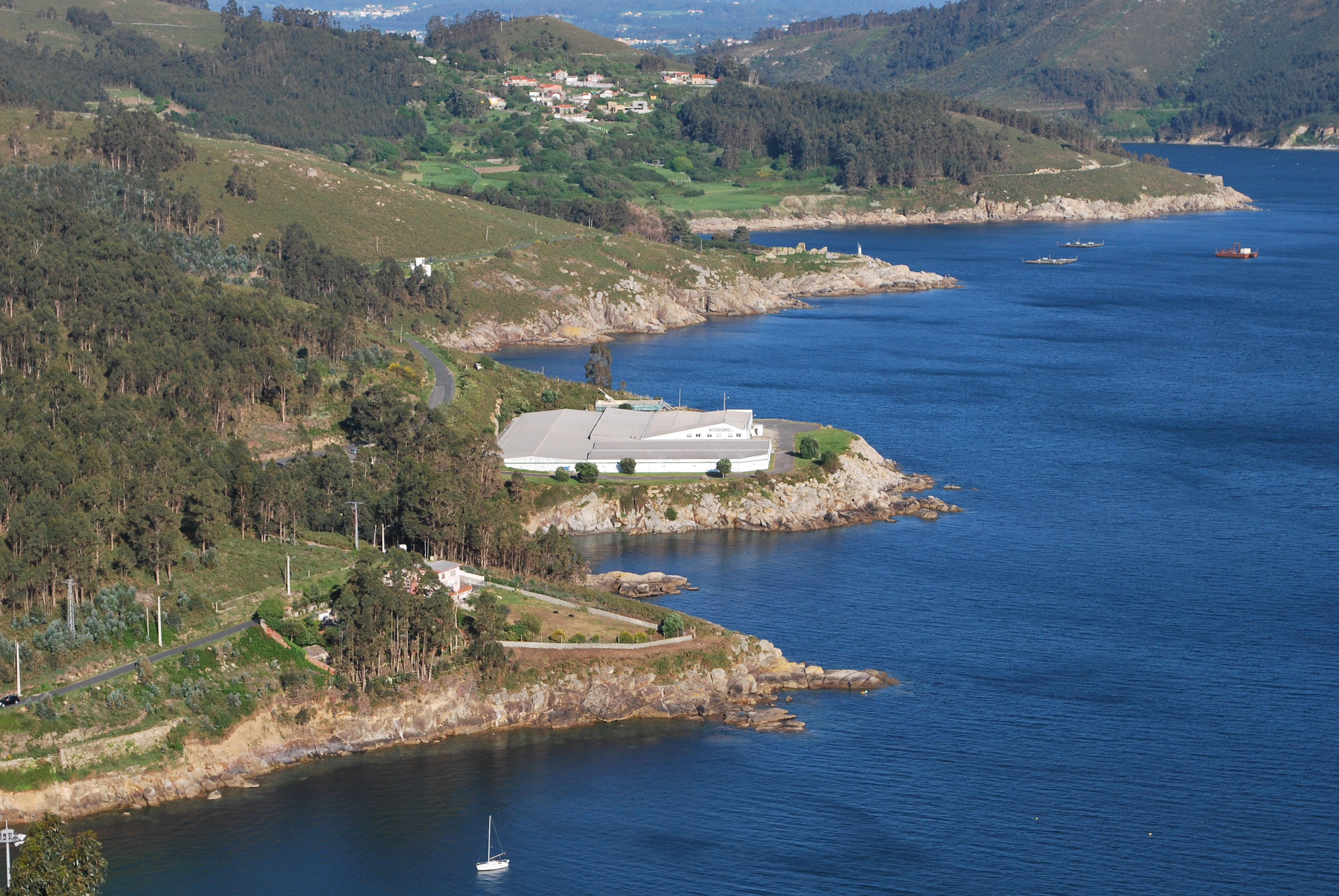
Piscifactoria